# San José de la Esquina
San José de la Esquina es una localidad del Departamento Caseros, Provincia de Santa Fe, Argentina. Se ubica a 55 km de Casilda (Cabecera Departamental) y a escasos kilómetros del límite con la provincia de Córdoba, siendo la Ruta Provincial 92 su principal vía de comunicación.

## Historia
1689: Paraje de la Orqueta, antigua posta en el camino del alto Perú, paso obligado de las caravanas desde Buenos Aires hasta Córdoba y Tucumán. La primera referencia localizada es el Teniente de Su Majestad mayor D Juan Saucedo y D'Campo
1700: los jesuitas se instalan en la estancia San Miguel, de Miguel Díaz de Andino, creando en este lugar un puesto fijo denominado de la Esquina del Carcarañal, que en idioma Quichua significa Canacho del Diablo (cárcara-añal) . Desde esa fecha se venera la Virgen Ntra. Sra. de la Merced., según algunos escritos no muy legibles. 
1720: el Cabildo de Buenos Aires manda a construir un fuerte en la Esquina con el fin de frenar la expansión territorial de Córdoba y Tucumán. Se dispuso que funcionará como una fortaleza rudimentaria. Se cree que su nombre Guardia de la Esquina no solamente se debe al cauce del río, sino que podría ser que se le haya dado por estar ubicado en un cruce de caminos; uno que conducía desde Buenos Aires al Alto Perú, y el otro, que desde Santa Fe conducía a Cuyo., debiendo tener en cuenta que en las inmediaciones del fuerte se vadeaba el río a escasos 150 metros del nuevo fuerte hacia el oeste. La Guardia de la Esquina era una fortificación precaria pero de importancia, ya que junto con la de Cruz Alta eran las únicas en una vasta región. 
1850: la Comisión de hacendados del departamento propone la creación de un pueblo en la Guardia de la Esquina. 
1862: se le pide al Pte. Mitre la fundación de una villa en el Fuerte de la Esquina, la que es denegada y transferida al gobierno de la provincia de Santa Fe. 
Llega al pueblo de Guardia de La Esquina, Fray Marcelo Venanzetti y comienza su lucha por el lugar, consiguiendo que en 1864 Nicasio Oroño gobernador de la Provincia, dicte el decreto del 31 de marzo ordenando la traza de un pueblo en el lugar llamado Guardia de la Esquina, la que según escritos del propio Nicasio Oroño se constituía en la posta más antigua de la provincia. Sería San José de la Esquina, la primera colonia de la provincia y la única de Nicasio Oroño.

## Parajes
- Colonia La Toscana
- Colonia La Toscana II
- Los Nogales
- Santa Micaela

## Santa patrona
- Nuestra Señora de la Merced, 24 de septiembre

## Creación de la comuna
- 23 de septiembre de 1886 (138 años)

## Museo comunal
- "Guardia de la Esquina". Elementos socioculturales locales y regionales del período 1864-1970. Material paleontológico encontrado a la vera del río Carcarañá de megaterios y gliptodontes de una antigüedad aproximada de 10.000 años.

## Sitios históricos
- Réplica del Fuerte "Guardia De La Esquina".
- Templo de Nuestra Señora De Las Mercedes; Monumento Histórico Provincial
- Colegio Nuestra Señora de los Ángeles
- Escuela Fiscal N° 204

## Galería

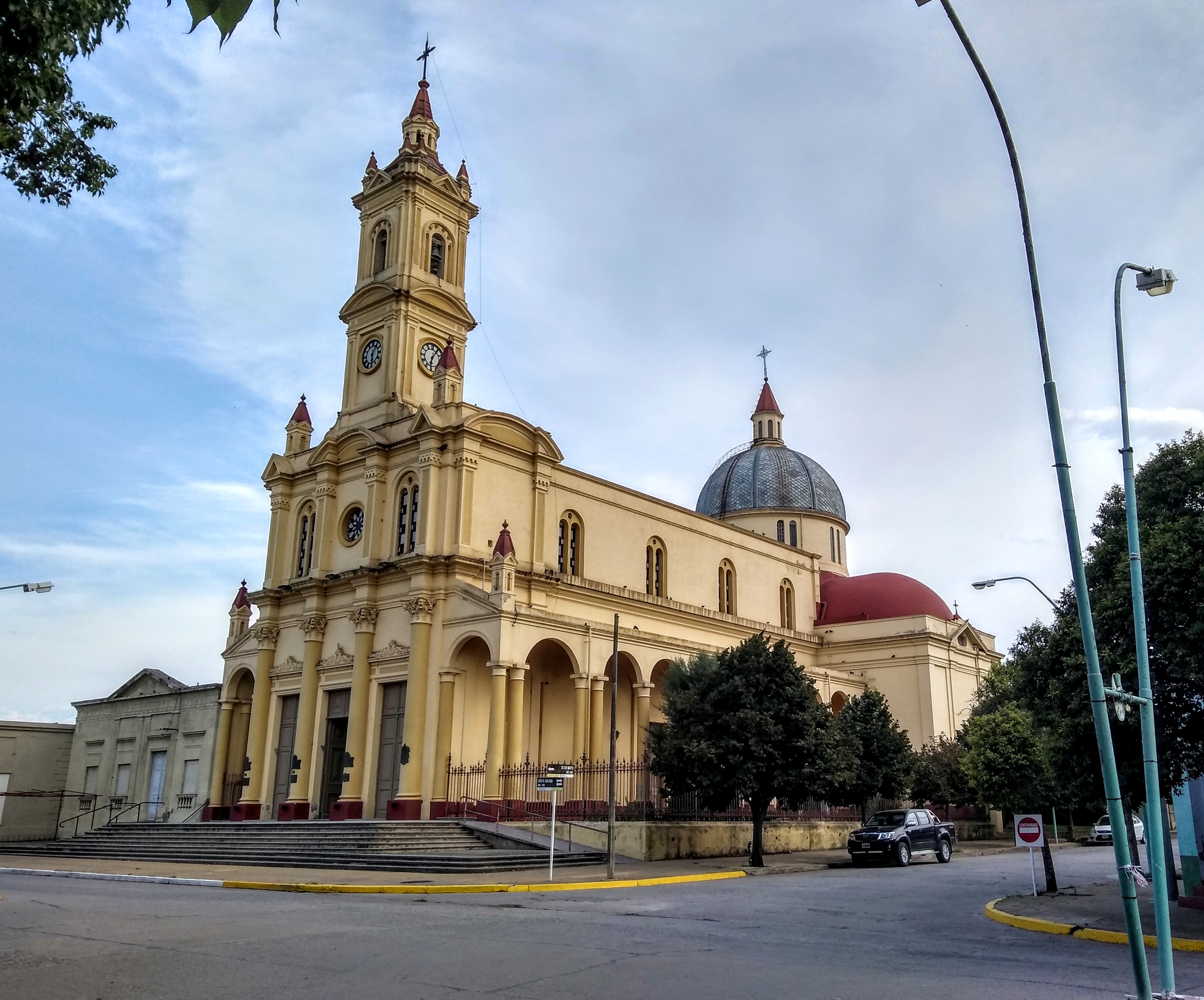
Iglesia parroquial Nuestra Señora de la Merced
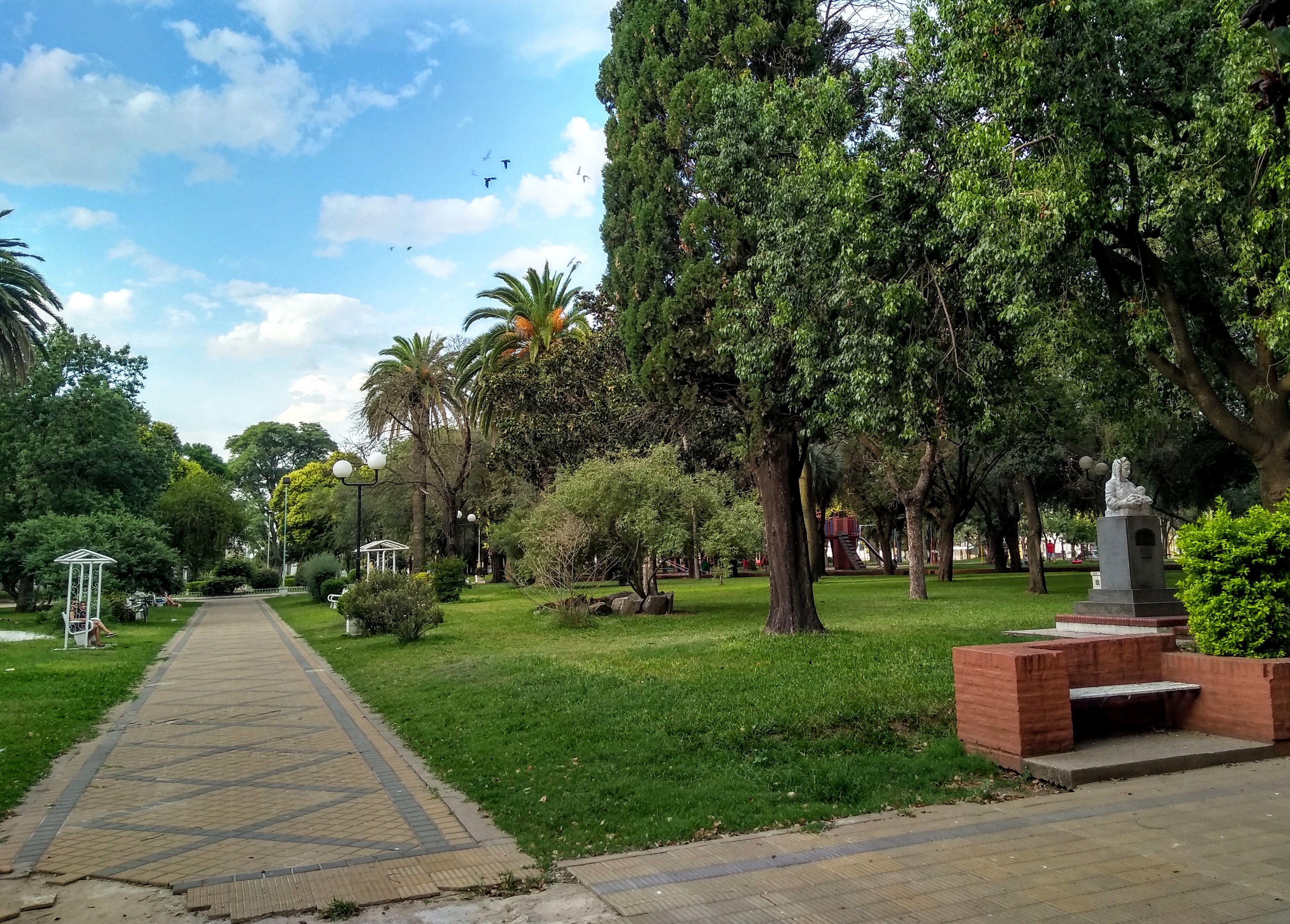
Plaza San Martín
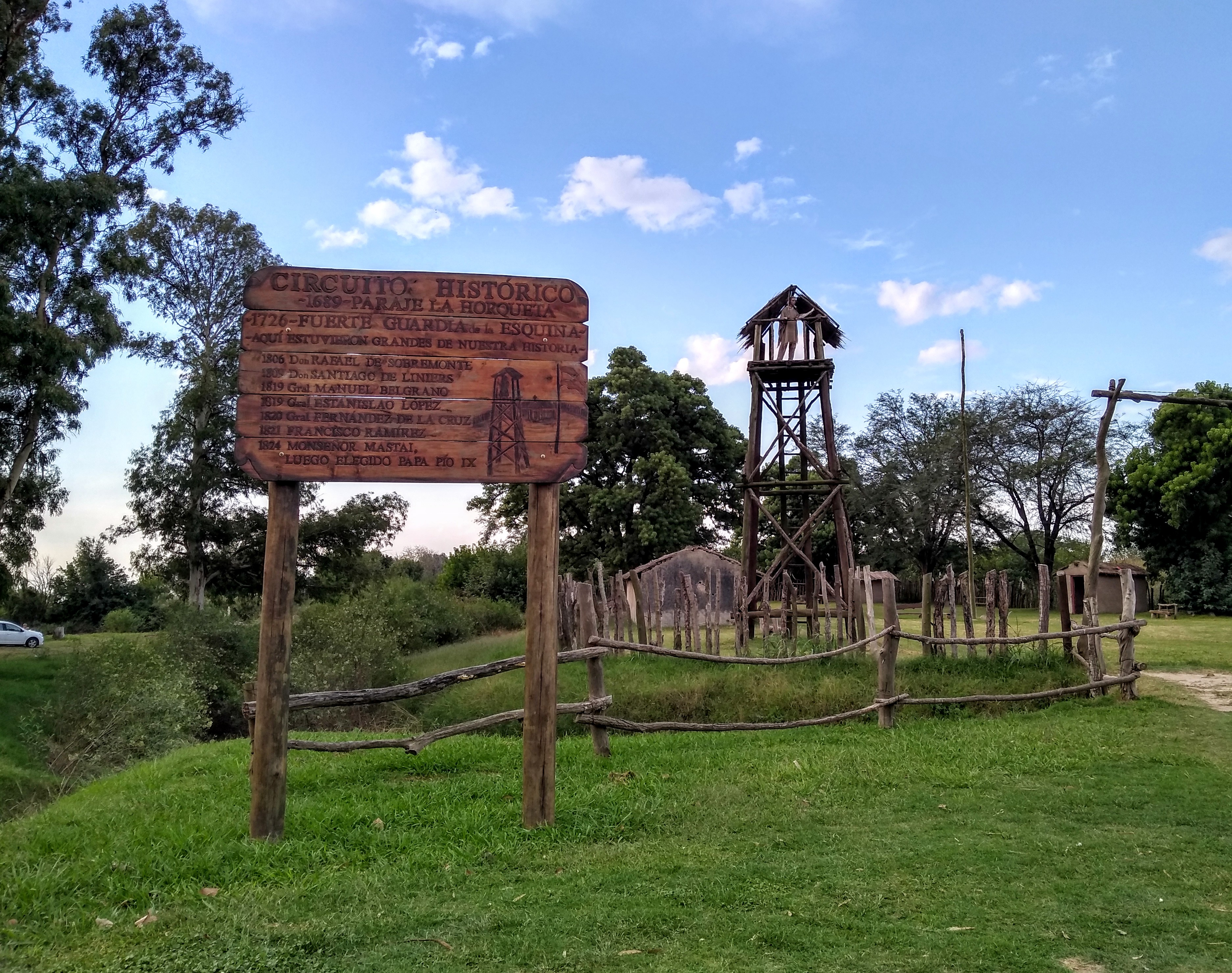
Réplica del Fuerte Guardia de la Esquina
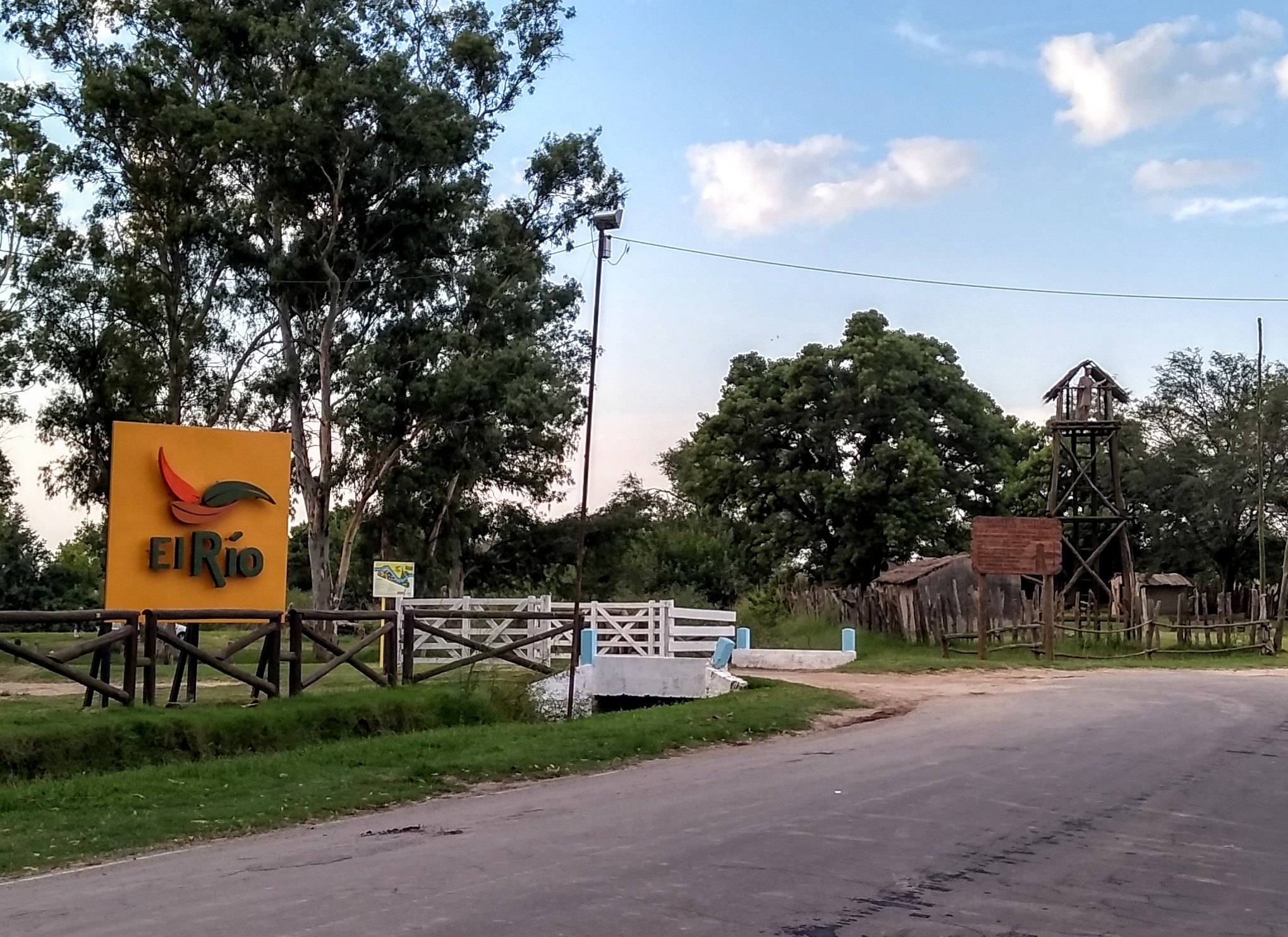
Balneario Río Carcarañá
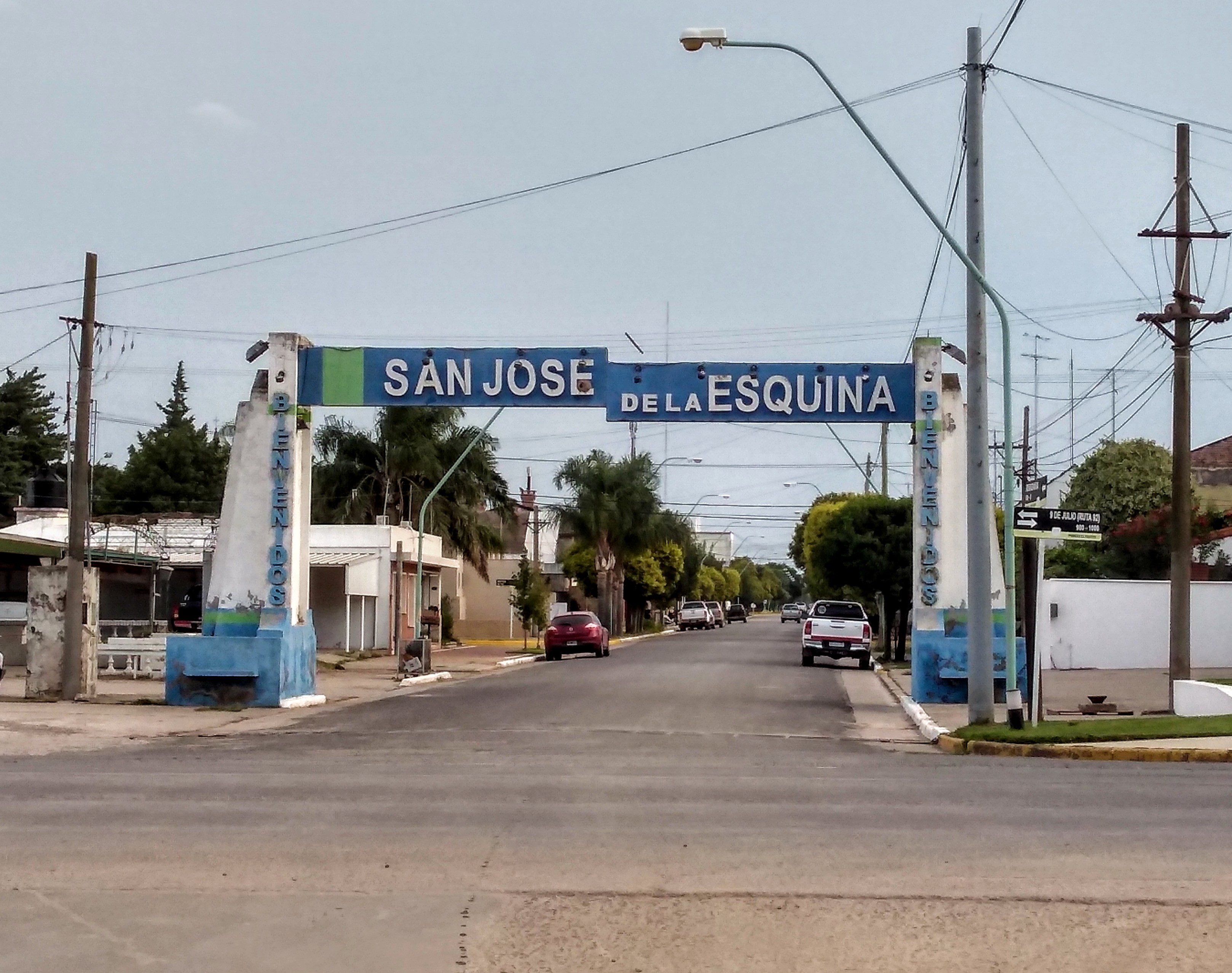
Entrada Ruta 92
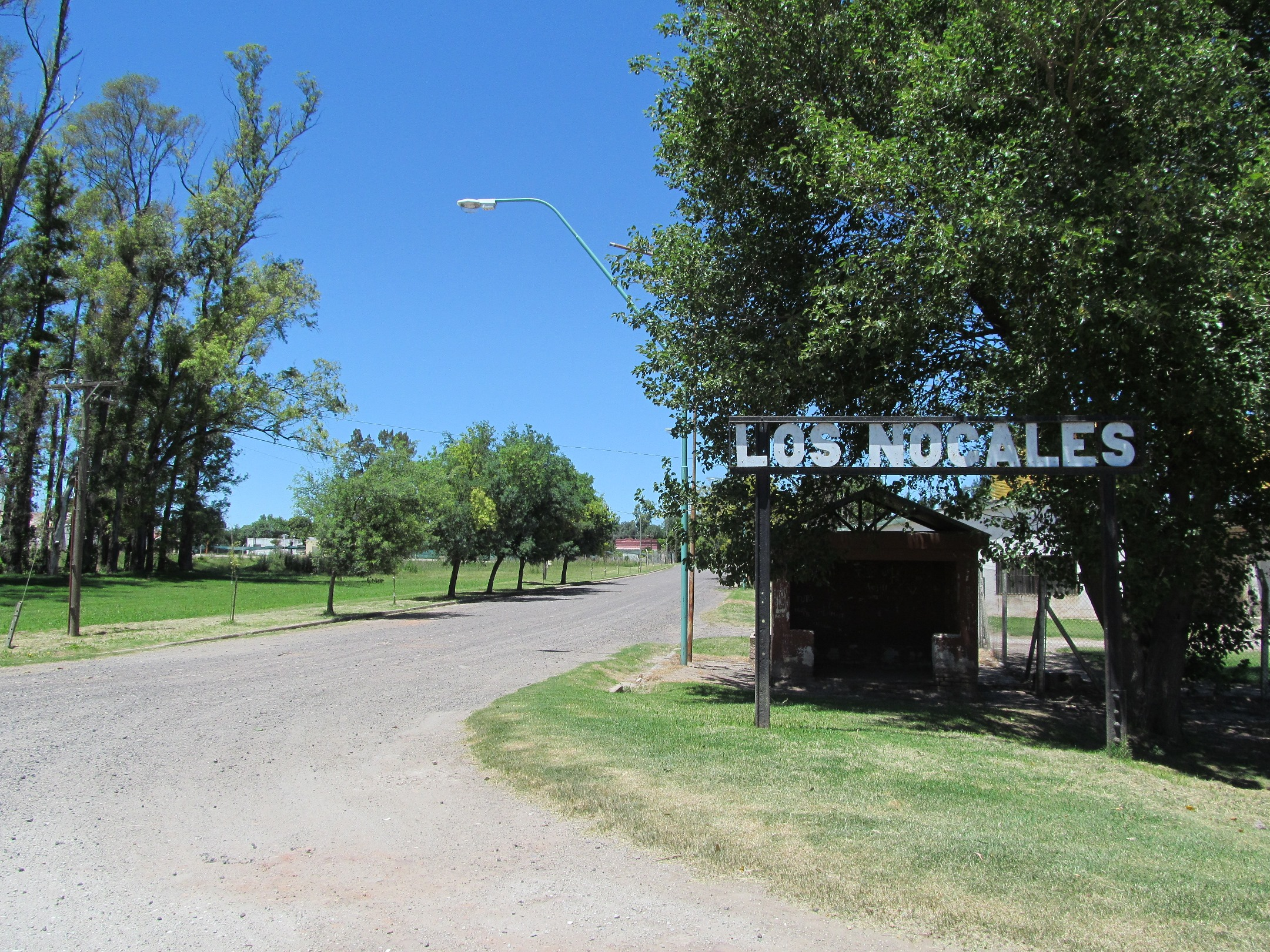
Acceso al paraje Los Nogales

### Ubicación geográfica
- Coord. geográficas e imágenes satelitales

- Datos: Q2029581
- Multimedia: San José de la Esquina / Q2029581